# 沾解尼師今
沾解尼師今（てんかい にしきん、生年不詳 - 261年）は、新羅の第12代の王（在位:247年 - 261年）であり、姓は昔。先代の助賁尼師今の同母弟であり、父は第9代の伐休尼師今の太子の骨正葛文王、母は金仇道葛文王（後の味鄒尼師今の父）の娘の玉帽夫人。『三国遺事』王暦では、理解尼叱今、詀解王と記される。先王が247年5月に死去したため、王位についた。

## 治世
即位直後の247年7月に、父の骨正を世神葛文王に追封した。248年2月には高句麗に対して講和を行い、百済との交戦に集中する政策を採った。255年9月には百済の侵攻に対し、一伐飡の翊宗（よくそう）が百済軍を槐谷（忠清北道槐山郡）で迎撃したが、百済軍によって殺されてしまった。続けて10月には百済は烽山（慶尚北道栄州市）
城に攻め込んできたが、よく守って降伏せずに済んだ。261年3月には百済古尓王は新羅に和親の使者を発したが、沾解尼師今はこれを黙殺した。
内政面では251年1月、はじめて南堂での政治を行ったことが伝えられている。また、漢祇部の夫道をとりたてて阿飡（6等官）として、蔵物庫の管理を担当させた。
在位15年にして261年12月28日に急病で死去した。埋葬地は伝わらない。